# Старостенко Микола Тихонович
Микола Тихонович Старостенко (4 серпня 1897, місто Єлисаветград, тепер місто Кропивницький — 14 березня 1972 місто Кишинів, тепер Молдова) — радянський молдавський діяч, директор Кишинівського медичного інституту. Член ЦК Комуністичної партії Молдавії. Депутат Верховної Ради Молдавської РСР 4-го скликання. Депутат Верховної ради СРСР 5-го скликання. Доктор медичних наук, професор.

## Життєпис
Народився в родині робітника. З 1914 року працював слюсарем заводу.
У 1932 році закінчив Київський медичний інститут.
У 1932—1941 роках — науковий співробітник, асистент клініки, доцент інституту удосконалення лікарів, завідувач лабораторії туберкульозного інституту, працівник Одеського науково-дослідного інституту харчування.
З 1941 по 1945 рік — на медичній службі в Червоній армії, учасник німецько-радянської війни.
Член ВКП(б) з 1945 року.
У 1946—1959 роках — завідувач кафедри факультетської терапії, заступник директора, директор Кишинівського медичного інституту.
З 1959 року — директор клініки Кишинівського медичного інституту.
Помер 14 березня 1972 року в місті Кишиневі.

## Нагороди
- орден Леніна
- орден Червоної Зірки
- орден «Знак Пошани»
- медалі
- Заслужений діяч науки Молдавської РСР